# Le Dernier Continent
Cet article concerne un livre de Terry Pratchett. Pour le film réalisé par Jean Lemire, voir Le Dernier Continent (film).
Le Dernier Continent est le vingt-deuxième livre des Annales du Disque-monde de l'écrivain britannique anglais Terry Pratchett.
Il relate les aventures du personnage de Rincevent, perdu sur ledit continent imaginé, XXXX (série horizontale de quatre croix en sautoirs, ici prononçable Four eX, en anglais), fortement inspiré par l'Australie, voire par certaine de ses bières) où il a été téléporté par l'inadvertance des mages de l'Université Invisible (voir Les Tribulations d'un mage en Aurient) qui doit sauver ce pays d'une catastrophe sans précédent.
L'œuvre originale fut publiée en 1998, sous le titre The Last Continent (la traduction française est de Patrick Couton).

## Résumé
L'heure est grave à l'Université de l'Invisible, le bibliothécaire est malade et son champ morphique n'arrive pas à se stabiliser. À chaque fois qu'il éternue, il change de forme, tout en restant recouvert de fourrure orange. Libérés de sa surveillance, les livres de la bibliothèque commencent à s'agiter. Pour le guérir, les mages doivent utiliser son nom, mais aucun d'entre eux ne le connait et le bibliothécaire l'a fait disparaître de tous les registres de l'UI afin que personne ne puisse lui rendre forme humaine. Le seul à s'en souvenir est Rincevent, mais celui-ci est porté disparu depuis la tentative de téléportation ratée pour le faire revenir du Continent Contrepoids. Pour le retrouver, et savoir où se situe XXXX (prononcé en français Quatre X), les mages (c'est-à-dire l'archichancelier, Cogite Stibon, le doyen, le major de promo, l'économe, l'assistant des runes modernes et le titulaire de la chaire des études indéfinies, plus le bibliothécaire) partent à la recherche du fameux professeur de géographie insolite et cruelle, quelque part dans les couloirs de l'UI.
Dans son bureau, une fenêtre ouvre sur une plage d'une île paradisiaque, et l'archichancelier finit par accepter qu'ils y aillent tous, espérant entre autres que cela stabilisera le champ morphique du bibliothécaire. Malheureusement, l'intendante de l'UI, madame Panaris, enlève la cale qui maintenait la fenêtre ouverte et ils se retrouvent tous bloqués sur l'île. Cogite Stibon suppose qu'ils sont plusieurs milliers d'années dans le passé et essaie, avec bien des difficultés, d'expliquer le paradoxe du grand-père à Mustrum Ridcule. Pendant ce temps, les autres mages cherchent de la nourriture et découvrent des fruits pour le moins étonnants, comme des noix de coco au chocolat au lait fourré à la crème de coco, des noix au bleu de Lancre ou des fruits-cigarettes. De plus, la présence de madame Panaris rend le doyen et le major de promo très nerveux. Le lendemain de leur arrivée sur l'île, alors qu'une courge-bateau a poussé dans la nuit et que les mages sont sur le point d'embarquer, Cogite Stibon continue d'explorer l'île et découvre au sommet d'une colline un dieu de l'évolution travaillant sur un éléphant. Fasciné par la possibilité de travailler avec lui, il est rapidement rejoint par les autres mages et madame Panaris. Cogite et l'intendante expliquent au dieu le principe de la reproduction sexuée, qui ouvre à ce dernier de nouvelles possibilités. Les mages et madame Panaris finissent par repartir tandis que Cogite Stibon veut rester avec le dieu, mais il finit par changer d'avis en découvrant l'amour de celui-ci pour les coléoptères et rejoint à la nage le bateau-courge.
Emportés par le courant, ils se retrouvent pris dans une tempête, dans une zone extrêmement magique (environ un million de thaums), toute cette magie étant nécessaire à la création d'un continent, en l'occurrence QuatriX. Après avoir traversé la tempête, le bateau commence à mûrir et se disloquer, obligeant les mages et madame Panaris à se jeter dans une eau infestée de requins. Heureusement, les graines du bateau font de bons radeaux, tandis que madame Panaris nage jusqu'à la côte en vue et que le bibliothécaire prend la forme d'un dauphin pour faire fuir les requins et aider les mages à avancer. Arrivés sur la plage, ils comprennent pourquoi un des livres du fameux professeur de géographie insolite et cruelle disait que Quatriks était clos par la mer : elle se dresse comme une falaise et interdit de quitter le continent. L'économe profite toutefois de cette particularité pour inventer le surf, debout sur une graine. Sur la plage, les mages rencontrent un nouveau problème : leur glande temporelle a du mal à s'adapter à leur voyage dans le passé et plusieurs d'entre eux, dont le bibliothécaire qui a retrouvé sa forme normale, retombent en enfance, tandis que Cogite Stibon prend plusieurs décennies. Peu concerné par toute cette agitation, l'économe s'éloigne du groupe et rencontre un homme, en réalité le dieu à l'origine d'Iksiksiksiks, en train de dessiner sur un rocher la flore et la faune du continent avec des lignes très pures et étonnement vivantes. Bien évidemment, les mages arrivent et s'en mêlent, se disputant à propos de la façon de représenter correctement un canard, canard qui se retrouve affublé de quatre pattes palmées et d'un bec démesuré. Le bibliothécaire, toujours enfant, fouille dans le sac du dieu et lui prend son rhombe. Tout devient alors noir pour les mages, et le dieu reprend tranquillement son ouvrage, avant de découvrir la disparition de son rhombe.
De son côté, Rincevent survit depuis plusieurs mois dans le désert de la Mort, sans son Bagage qui n'a apparemment pas réussi à le retrouver, tombant régulièrement dans des trous d'eau et mangeant ce qu'il trouve et qui ne l'attaque pas. Sans oublier qu'il se fait poursuivre par les membres des tribus qu'il croise dès qu'il parle avec eux de la pluie et du beau temps. Pourtant, après avoir entendu une voix lui expliquant qu'elle allait l'aider à "ka¨kaï", il se met à trouver de la nourriture un peu partout, et pas n'importe quoi : des casse-croûtes au poulet, des madeleines glacées au chocolat saupoudrées de noix de coco râpée ou des tartines de confiture. Il rencontre alors un kangourou qui parle, Skipue, qui lui explique que le temps et l'espace sont des notions fragiles sur cette Terror incognita, car le continent n'a pas été fini, que sa venue a tout bouleversé et qu'il doit réparer tout ça. Dans sa fuite pour échapper au kangourou, Rincevent rencontre Mad et sa charrette blindée, doit participer à un concours de tonte de moutons après un pari au cours d'une soirée bien arrosée dans un bar tenu par un crocodile, et récupère à la suite de ce pari, un cheval capable de marcher au plafond qu'il finit par donner à des marchands de chevaux pour continuer à pied.
Au fur et à mesure de son voyage, il se rend compte qu'il faut aller de plus en plus profondément pour trouver de l'eau, et alors qu'il creuse un trou afin d'abreuver des moutons, il assiste à une tentative de vol d'un des animaux qu'il fait échouer, pour finalement être accusé du vol par des fermiers et être emprisonné à Foutenlair. Tandis qu'il cherche à s'échapper de sa cellule, il apprend qu'il sera pendu le lendemain matin et que des balades circulent déjà sur son histoire. Grâce à un mot écrit au plafond de la cellule par Ned le Ferrailleur, le plus grand voleur du continent Albert, qui s'est déjà évadé à plusieurs reprises, il découvre comment s'enfuir, ce qu'il s'empresse de faire. Fuyant les membres du Guet lancés à sa poursuite, il trouve refuge dans les cuisines de l'opéra où il met au point un dessert en l'honneur de la prima donna Nellie Lecul : la pêche Nellie. Retrouvé par les agents du Guet, Rincevent s'enfuit de nouveau et trouve refuge dans la charrette de Darleen et Létitia, deux travestis, et de leur assistante Neilette, sans comprendre qui sont ces femmes. De nouveau repéré, il prend encore une fois le large mais se retrouve coincé dans une impasse. surgit alors le Bagage qui s'occupe des membres du Guet. Rincevent, le Bagage et Neilette, qui s'était cachée dans le Bagage qu'elle appelle Valoche, passent dans la brasserie au fond de l'impasse grâce à un trou fait par le Bagage ; la brasserie appartient au père de Neilette mais elle est abandonnée car la bière s'y évente en cinq minutes. Un feu se déclare dans la brasserie et ils s'échappent en passant par les caves pour découvrir à l'extérieur qu'il n'y a plus du tout d'eau, qu'elle a totalement disparu. Rincevent demande alors à Neilette de le conduire à l'Université de Foutenlair, dirigée par l'archichancelier Rincevent, où les mages le prennent au début pour un démon qu'ils ont invoqué. Les mages de Foutenlair et Rincevent décident de retourner dans les caves de la brasserie et découvrent une caverne emplie derrière un mur. Saoul, Rincevent a l'idée de dessiner des mages sur une paroi de la caverne, et fait apparaître dans le présent les membres de l'UI. La caverne se referme sur elle-même et ils s'enfuient tous pour revenir à l'Université de Foutenlair.
Pendant que les archichanceliers discutent de la pluie, Rincevent et le bibliothécaire discutent au sommet de la tour et ce dernier fait bien comprendre qu'il est hors de question que Rincevent révèle son nom à qui que ce soit en le tenant suspendu au-dessus du vide par une cheville. Ce problème résolu, Rincevent joue avec le rhombe qui échappe rapidement à son contrôle et finit par attirer les nuages bloqués autour du continent, ramenant la pluie. La tour est frappée par la foudre et le rhombe échappe des mains de Rincevent, pour voler jusqu'au dieu.
La foudre ayant stabilisé le champ morphique du bibliothécaire, et le temps ayant retrouvé sur cours normal sur le continent, tout le personnel de l'UI prend la mer, en direction d'Ankh-Morpork.